# La Première partie des subtiles et plaisantes inventions

La Première partie des subtiles et plaisantes inventions, comprenant plusieurs jeux de récréation et traicts de soupplesse, par le discours desquels les impostures des bateleurs sont descouvertes est un livre écrit par I. Prevost en 1584. Nous ne savons pour ainsi dire rien sur cet auteur, pas même son prénom que de nombreux biographes placent tout de même à J[ean] sans aucune preuve concrète.
Ce livre est considéré comme le premier ouvrage français publié détaillant divers tours de prestidigitation (bien que l'utilisation de ce terme soit anachronique). Chose curieuse, bien que faisant référence dans l'histoire de la magie, ce livre ne décrit pas le tour des gobelets, classique pourtant sans âge de l'art de l'illusion.
Paru en début de l'année 1584, La Première partie des subtiles et plaisantes inventions devance de quelques mois (jours ?) son équivalent anglais The discoverie of witchcraft de Reginald Scot. Dans son épître, I. Prevost prévoit de publier une "plus ample et prochaine édition", cependant, aucun exemplaire de cette hypothétique seconde partie ne semble nous être parvenu. Faut-il en déduire que cette seconde partie n'a jamais vu le jour ? Toujours est-il que le nombre d'exemplaires connu de la Première partie n'est estimé qu'à une douzaine, dont la plupart sont conservés dans des collections publiques.